# Gamla vattentornet, Lund

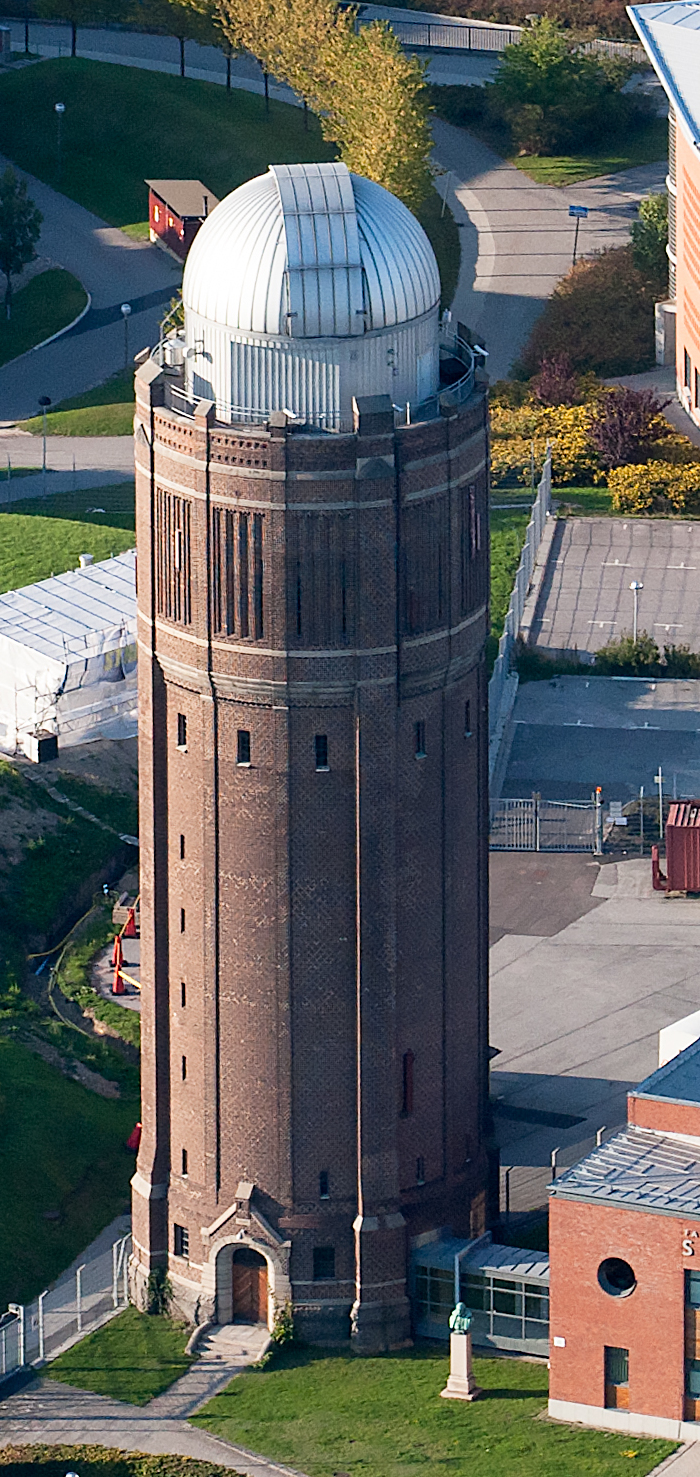
Gamla vattentornet efter ombyggnaden år 2000.

Gamla vattentornet i Lund är ett runt torn av helsingborgstegel på en sockel av granit som uppfördes år 1909 efter ritningar av arkitekt Alfred Arwidius.
Det är 34 meter högt och uppfört i nationalromantisk stil och försett med ett lågt bröstvärn med tinnar högst upp. Det ersattes år 1976 av ett nytt vattentorn och år 2000 byggdes det om till observatorium.
Vattentanken högst upp hade en volym på 550 m³. Den var tillverkad av nitad järnplåt och var öppen upptill. I maskinrummet på  bottenvåningen fanns två vattenpumpar som ursprungligen drevs med petroleum. Mellan maskinrummet och vattentanken fanns en spiraltrappa av trä.

## Observatorium
Efter ombyggnad hyser tornet Skandinaviens största teleskop, Coudé Auxiliary teleskopet (CAT) från La Silla-observatoriet i Chile. Det har en spegel med 1,47 meters diameter och är inköpt från Europeiska sydobservatoriet (ESO).
Lunds universitet köpte det för endast en halv miljon kronor eftersom ESO har lagt ner en del av sin verksamhet.
Teleskopet, som anlände till Sverige år 2006, tillhör Fysiska institutionen och används främst för utbildning.